# Musica in piazza
Musica in piazza è un film del 1936 diretto da Mario Mattoli. realizzato completamente in esterni nel piccolo borgo di Bevagna.

## Trama
Noccolini e Cecconi sono due cugini che abitano a Bevagna. vicino a Perugia, entrambi appassionati di musica, ma il primo di quella classica mentre il secondo di quella leggera. Quando nel paese arriva una cantante si accende tra di loro una rivalità che coinvolge tutti gli abitanti che prendono parte con l'uno o con l'altro dei due contendenti.
Alla fine si stabilisce che il dissidio sia composto da una giuria di esperti, ma costoro non arrivano e per un equivoco essa viene formata da dei commercianti di carne presenti a Bevagna per una fiera. La mancanza di un verdetto appiana tutti i contrasti e i due contendenti convengono che le due musiche potranno coesistere. A testimonianza di ciò, una ragazza amante della musica classica deciderà di accettare la proposta di matrimonio di un giovane appassionato di musica moderna.

## Colonna sonora
La colonna sonora del film è "La Mezzanotte" di Oreste Carlini, una fantasia per banda e fanfara che implementava il primo modello di stereofonia.